# Llandudno
Llandudno (AFI: pron. /ɬanˈdɨdnɔ/ in gallese; pron. /lænˈdɪdnoʊ/ in inglese) è una cittadina del Galles, nella contea di Conwy.
Come per altri toponimi gallesi che includono la parola "llan" (che significa "chiesa"), il nome di questa città significa "La Chiesa di San Tudno".

## Geografia
La località è situata sulla costa settentrionale del paese, affacciata sul mar d'Irlanda.
Il Great Orme (in gallese: Y Gogarth) è un promontorio calcareo situato sulla costa nord del Galles, a nord-ovest della città di Llandudno, la cui cima si trova a 207 metri. Questo promontorio calcareo è un rifugio per la flora e la fauna, con alcune specie rare come i falchi pellegrini e una specie di cotognastro selvatico che si può trovare solo sul Great Orme. Le ripide scogliere calcaree offrono condizioni ideali per la nidificazione di una grande varietà di uccelli marini, tra cui cormorani e pulcinelle di mare.
È anche la casa di diversi grandi branchi di capre selvatiche del Kashmir, discendenti originariamente da una coppia donata dallo Scià di Persia alla regina Vittoria e successivamente data a Lord Mostyn.

## Storia
La città di Llandudno si sviluppò a partire da insediamenti dell'Età della Pietra, dell'Età del Bronzo e dell'Età del Ferro nel corso di molti secoli, sui pendii del promontorio calcareo, noto ai marinai come il Great Orme e agli abitanti dell'entroterra come la Penisola di Creuddyn. Le origini nella storia documentata risalgono al Maniero di Gogarth, ceduto da Re Edoardo I ad Annan, Vescovo di Bangor, nel 1284.
La moderna Llandudno prende il nome dall'antica parrocchia di San Tudno, ma include anche diverse borgate e distretti vicini, tra cui Craig-y-Don, Llanrhos e Penrhyn Bay.

### Sviluppo
Nel 1847 la città era cresciuta fino a mille abitanti, servita dalla nuova chiesa di San Giorgio, costruita nel 1840. La grande maggioranza degli uomini lavorava nelle miniere di rame, mentre altri erano impiegati nella pesca e nell'agricoltura di sussistenza.
Nel 1848, Owen Williams, un architetto e geometra di Liverpool, presentò a Lord Mostyn dei piani per sviluppare le paludi dietro la baia di Llandudno come località turistica. Questi furono perseguiti con entusiasmo da Lord Mostyn, e l'influenza della tenuta Mostyn nel corso degli anni fu fondamentale per lo sviluppo di Llandudno, soprattutto dopo la nomina di George Felton come geometra e architetto nel 1857. Tra il 1857 e il 1877 gran parte del centro di Llandudno fu sviluppata sotto la supervisione di Felton.

## Cultura e Attrazioni
- Llandudno ha ospitato l'Eisteddfod Nazionale del Galles nel 1864, 1896 e 1963, e nel 2008 ha accolto l'Eisteddfod Nazionale dell'Urdd. La città ha anche ospitato il Liverpool Olympic Festival nel 1865 e 1866.
- È una delle principali località balneari della regione. Tra le sue attrazioni c'è la funivia di Llandudno.
- Qui sono nati l'ex calciatore ed allenatore Neville Southall e la famosa occultista Dion Fortune.
- Il molo di Llandudno si trova sulla North Shore. Costruito nel 1877, è un edificio classificato di Grado II.
- Fino al 2017, Llandudno era unica nel Regno Unito per il fatto che la sua stazione di salvataggio si trovava nell'entroterra, permettendole di effettuare lanci sia dalla West Shore che dalla North Shore con la stessa facilità, secondo necessità. Nel 2017 è stata completata una nuova stazione di salvataggio, e sono state acquisite nuove imbarcazioni di salvataggio ad alta velocità, sia per acque offshore che inshore, insieme a un moderno sistema di lancio. La scialuppa di salvataggio di Llandudno è generalmente esposta sul lungomare ogni domenica e nei lunedì festivi da maggio a ottobre.